# Мерњик
Мерњик (слч. Merník) насељено је мјесто са административним статусом сеоске општине (слч. obec) у округу Вранов на Топлој, у Прешовском крају, Словачка Република.

## Становништво
| Година:    | 1994. | 2004.   | 2014.   | 2024.   |
| ---------- | ----- | ------- | ------- | ------- |
| Број људи: | 651   | 628     | 607     | 584     |
| Разлика:   |       | -3,53 % | -3,34 % | -3,78 % |

| Година:    | 2023. | 2024.   |
| ---------- | ----- | ------- |
| Број људи: | 588   | 584     |
| Разлика:   |       | -0,68 % |

Према подацима о броју становника из 2024. године насеље је имало 584 становника.